# Stomil Sanok Dystrybucja
Stomil Sanok Dystrybucja Sp. z o.o. – polskie przedsiębiorstwo posiadające główną siedzibę w Kostrzynie oraz biura w Bielsku-Białej, Dębicy i Olsztynku, sprzedające wyroby gumowe (uszczelnienia, pasy gumowe) oraz maszyny rolnicze i wyposażenie dla rolnictwa.

## Historia
Sprzedaż wyrobów własnych Stomil Sanok na rynku polskim głównie pasów klinowych i uszczelnień budowlanych prowadzona jest przez sieć sprzedaży składającej się z sześciu hurtowni pod wspólną nazwą Stomil Sanok Dystrybucja (skr. SSD). Na rynku krajowym stosowany jest taki model sprawdzonej działalności.
Spółka rozpoczęła działalność w roku 1995. Jako aport do powstającej spółki Stomil Sanok Dystrybucja, wniosły w postaci nieruchomości takie przedsiębiorstwa jak Auto-Art SA, Przedsiębiorstwo Państwowe Agroma Poznań, Przedsiębiorstwo Państwowe Agroma Kielce kierowane przez Tadeusza Bartosa, Przedsiębiorstwo Państwowe Agroma Bydgoszcz, Moto-Hurt Olsztynek Grzegorz Sowul i Donbert Dębica. 1 lutego 2008 nastąpiło połączenie wszystkich sześciu spółek Stomil Sanok Dystrybucja Sp. z o.o. działających w Bielsku-Białej, Dębicy, Kielcach, Olsztynku, Bydgoszczy i Poznaniu. Po połączeniu jedynym udziałowcem Stomil Sanok Dystrybucja jest Stomil Sanok SA posiadający 100% udziałów.
W 2008 została podpisana umowa sprzedaży przedsiębiorstwa państwowego Agroma w Ciechanowie na rzecz Stomil Sanok Dystrybucja. W związku z zakupem Przedsiębiorstwa Państwowego Agroma Ciechanów i aktywów Agromy Wrocław wyodrębnił się w 2010 roku segment rynku pod nazwą „Stomil Agro” – maszyny rolnicze – należący do grupy Stomil Sanok Dystrybucja sp. z o.o.
Oferta obejmuje m.in. sprzedaż ciągników i kombajnów zbożowych Deutz-Fahr. Działalność w tym segmencie uzależniona ma być od terminu uruchomienia programu PROW 2014-2020 oraz dostępności kredytów dla bezpośrednich i pośrednich odbiorców wyrobów.
Od grudnia 2009 członkiem zarządu Stomil Sanok Dystrybucja jest Andrzej Krzanowski były prezes Autosan, który zastąpił na tym stanowisku Krzysztofa Lewickiego (były prezes Zakładów Azotowych Puławy).
W roku 2003 przedsiębiorstwo zatrudniało 61 osób, w roku 2011 zatrudniało 121 osób, w roku 2015 (31 grudnia) spadło do 105 zatrudnionych.

## Sprzedaż
Sprzedaż wyrobów własnych Stomil Sanok SA.
- W 2005 sprzedaż krajowa Stomil Sanok Dystrybucja dała 14,8% (49 652 tys. zł) udziału sprzedaży całej Grupy Stomil Sanok (334 432 tys. zł), w tym wyroby własne, pasy klinowe stanowiły ponad 66% (33 106 tys. zł) wartości sprzedaży Stomil Sanok Dystrybucja[20].
- W 2011 sprzedaż krajowa Stomil Sanok Dystrybucja dała 9,11% ogólnej wartości sprzedaży[21].
- W 2012 sprzedaż krajowa Stomil Sanok Dystrybucja dała 10,9%[22], raport skorygowany podaje 8,4% ogólnej wartości sprzedaży[23].
- W 2013 sprzedaż krajowa Stomil Sanok Dystrybucja dała prawie 7,3% ogólnej wartości sprzedaży Grupy Stomil Sanok. Obecnie wyroby własne Stomilu stanowią tylko mniej niż połowę udziału sprzedaży sieci Stomil Sanok Dystrybucja[24].
- W I kw. 2014 wyroby własne Stomilu stanowiły ponad jedną trzecią udziału sprzedaży sieci Stomil Sanok Dystrybucja. Raport nie uwzględnił udziału sprzedaży w skali całej Grupy. Działalność w tym segmencie uzależniona ma być od terminu uruchomienia programu PROW 2014-2020 oraz dostępności kredytów dla bezpośrednich i pośrednich odbiorców wyrobów.

| Rok                 | udział sprzedaży (%) |
| w roku 2005         | 14,8%                |
| w roku 2011         | 9,11%                |
| w roku 2012         | 8,4%                 |
| w roku 2013         | 7,3%                 |
| w roku 2014 (I kw.) | nie podano           |
| I półrocze 2014     | 6,95%                |
| 2015                | ~ 5%                 |

### 2014
- I półroczu 2014 sprzedaż krajowa Stomil Sanok Dystrybucja[26] dała 6,95% (25 169 tys. zł) udziału sprzedaży całej Grupy Stomil Sanok (361 909 tys. zł) w tym wyroby własne typu pasy klinowe i uszczelnienia budowlane[27]. Do najważniejszych czynników, które mogą mieć wpływ na dalsze wyniki sprzedaży uznano dostępność kredytów dla bezpośrednich i pośrednich odbiorców towarów spółki, zwłaszcza dla osób fizycznych, prowadzących działalność gospodarczą w segmencie rolnictwa i budownictwa. Do 30 czerwca 2014 Stomil Sanok Dystrybucja uzyskała również kredyty krótkoterminowe (mBank, ING O/Poznan, mFaktoring), na łączną kwotę 11 656 tys. zł z terminami spłaty między 9 kwietnia a 29 maja 2015 roku[28]. Dynamika sprzedaży w segmencie przemysł i rolnictwo 2014/2013 wyniosła 91,4%[29]

Sprzedaż Stomil Sanok Dystrybucja w roku 2014 była mniejsza w porównaniu do roku 2013 o 8 mln PLN i wyniosła 99,7 mln PLN (107,7 mln PLN w 2013, w tym przychody ze sprzedaży wyrobów innych producentów stanowiły wartość 53,5 mln PLN. Stan zadłużenia Spółki na dzień bilansowy (marzec 2015) wynosił 21.957.000,00 zł.

### 2015
W pierwszym półroczu 2015 odnotowano zmniejszoną w porównaniu do I pół.2014 sprzedaż w obszarze maszyn i urządzeń rolniczych, segmencie uszczelnień budowlanych oraz własnych wyrobów dla przemysłu i rolnictwa. Stan zaciągniętych kredytów krótko- i długoterminowych Spółki na dzień bilansowy (sierpień 2015) wynosił 20 mln zł

| Rok                      | udział sprzedaży (%)              |
| w roku 2012              | 62% przychodów SSD                |
| w roku 2013              | 57% przychodów SSD                |
| w roku 2014 (I półrocze) | 55% przychodów SSD                |
| w roku 2014              | 51% przychodów SSD                |
| w roku 2015              | 51% (47,5 mln PLN) przychodów SSD |

### Stomil Agro

#### 2014
Sprzedaż towarów nie produkowanych przez Stomil Sanok S.A. w I półroczu 2014 roku stanowiła 55% sprzedaży spółki Stomil Sanok Dystrybucja. Wartość sprzedaży tej grupy asortymentowej w I półroczu 2014 roku wyniosła ok. 8,5% (30.762 tys. zł) przychodów Grupy Stomil Sanok, były to głównie maszyny i ciągniki rolnicze i była mniejsza w porównaniu do I. półrocza 2013 roku. Do najważniejszych czynników, które mogą mieć wpływ na dalsze wyniki sprzedaży uznano termin uruchomienia programu PROW 2014-2020 w tym rolniczym segmencie działalności.

#### 2015
Sprzedaż towarów nie produkowanych przez Stomil Sanok S.A. w I półroczu 2015 roku stanowiła 53% przychodów spółki Stomil Sanok Dystrybucja. Wartość sprzedaży tej grupy asortymentowej w I półroczu 2015 roku wyniosła ok. 6,1% (27,8 mln zł) przychodów Grupy Stomil Sanok, były to głównie maszyny i ciągniki rolnicze i była mniejsza w porównaniu do I. półrocza 2014 roku. Do najważniejszych czynników, które mogą mieć wpływ na dalsze wyniki sprzedaży uznano warunki pogodowe oraz termin uruchomienia programu PROW 2014-2020 w tym rolniczym segmencie działalności.

## Odbiorcy wyrobów
Na terenie Polski funkcjonuje wieloszczeblowa sieć dystrybucji przedsiębiorstwa Stomil Sanok Dystrybucja, za pośrednictwem której sprzedawane są wyroby Stomil Sanok. Są to m.in.:
- Agencja Handlowa Łożyska Toczne J.T. Mireccy sp.j.[41]
- „AGRO-RAMI” Raniś i wspólnicy s.c. Kościelna Wieś[42],
- Brammer S.A. Kolbuszowa[43]
- Grene Sp. z o.o. Modła Królewska[44]
- REM, Elbląg[45],

- Passerotti Bielsko-Biała[46]
- Agroma Świerklaniec[47]
- Tech-Rol[48]
- Farmer Fabianów[49]
- Alfa Płock[50]
- Premar Olsztyn Grzegorz Sowul[51]

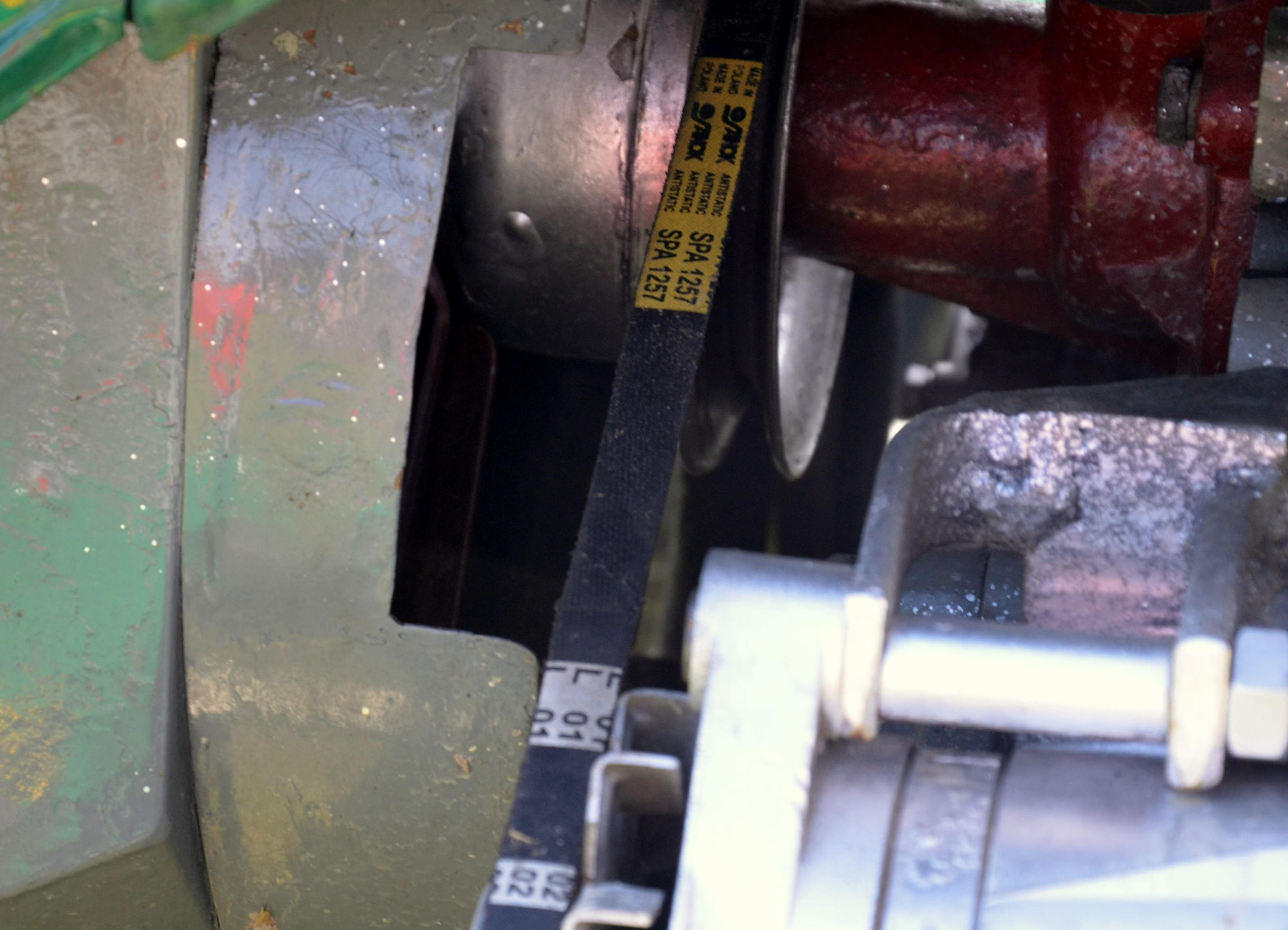
Napęd alternator ciągnika C-325 wyposażony w pasek klinowy Stomil Sanok

Poza siecią handlową spółka prowadzi również sprzedaż pasów klinowych bezpośrednio do zakładów produkcyjnych, odbiorców finalnych.
Według raportu powstałego na podstawie danych uzyskanych z ankiety wśród czytelników miesięcznika „Inżynieria i Utrzymanie Ruchu Zakładów Przemysłowych” pasy napędowe Stomil Sanok były używane przez około 26% respondentów.

### Odbiorcy wyrobów 2006
Najważniejsza grupa odbiorców wyrobów oferowanych przez Stomil Sanok Dystrybucja:
- PW Agro-Rami S. Raniś[55] Kościelna Wieś – 11%
- Omega Sp.J[56] w Płocku – 22,3%
- Grene Sp. z o.o. w Koninie -18,8%
- FARMER Raniś-Zmyślony Sp.J[57], Fabianów – 23,3%
- PPHU PANAS[58] Tomaszów Mazowiecki – 12,4%

## Zarząd i rada nadzorcza
Nadzór nad spółką Stomil Sanok Dystrybucja sp. z o.o. sprawuje rada nadzorcza, której przewodniczącym jest członek zarządu – Dyrektor Logistyki i Zakupów Stomil Sanok SA w Sanoku. Wcześniej nadzór nad Stomil Sanok Dystrybucja Sp. z o.o. sprawował Prezes Zarządu Stomil Sanok SA w Sanoku.
Zarząd i członkowie rady nadzorczej
- Młodecki Mariusz Wieńczysław – Członek Rady Nadzorczej, Dyrektor Logistyki i Zakupów Stomil Sanok SA w Sanoku
- Rudy Agnieszka – Członek Rady Nadzorczej
- Jarecki Mariusz Antoni – Prezes Zarządu Stomil Sanok Dystrybucja sp. z o.o.
- Sarzyński Tadeusz Henryk – Prokurent Stomil Sanok Dystrybucja sp. z o.o.
- Krzanowski Andrzej – Wiceprezes Zarządu Stomil Sanok Dystrybucja sp. z o.o.

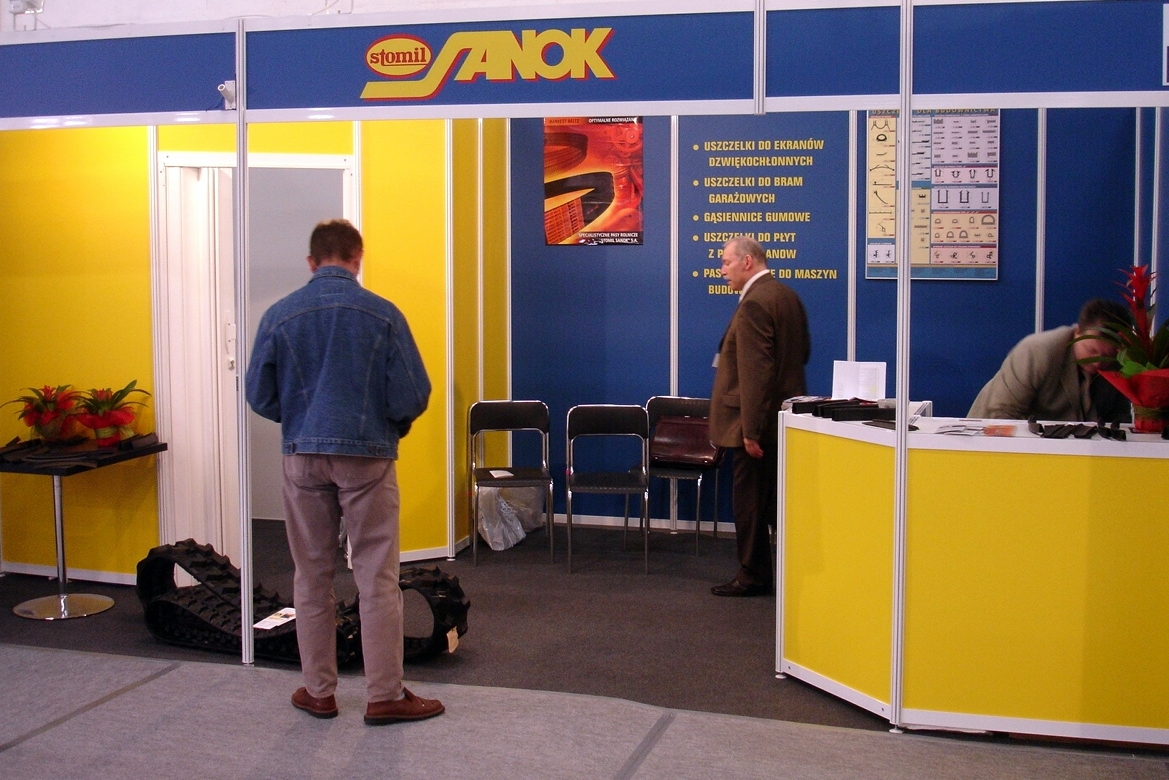
Stoisko Stomil Sanok Dystrybucja na targach w Kielcach
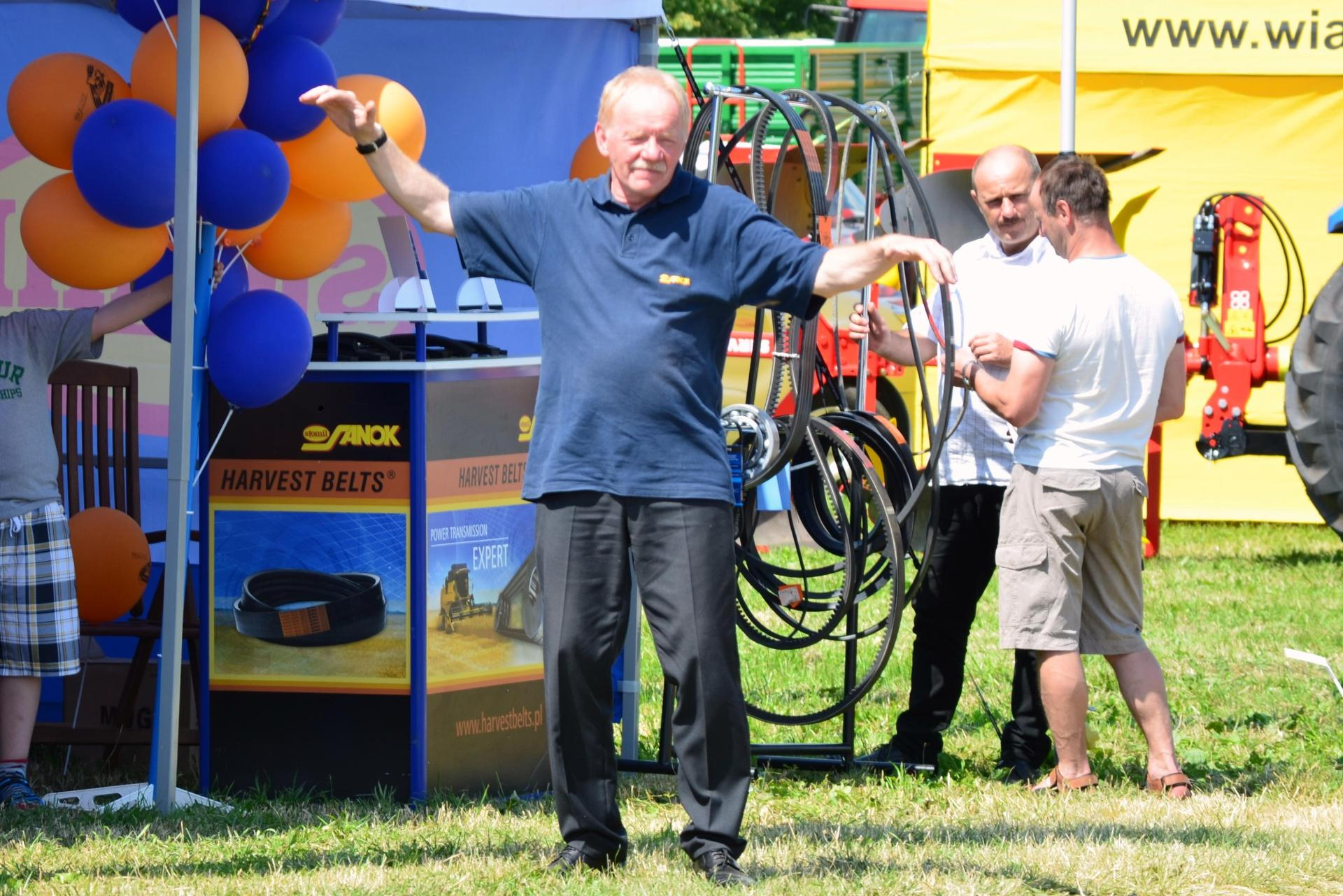
Stoisko Stomil Sanok Dystrybucja na targach w Boguchwale
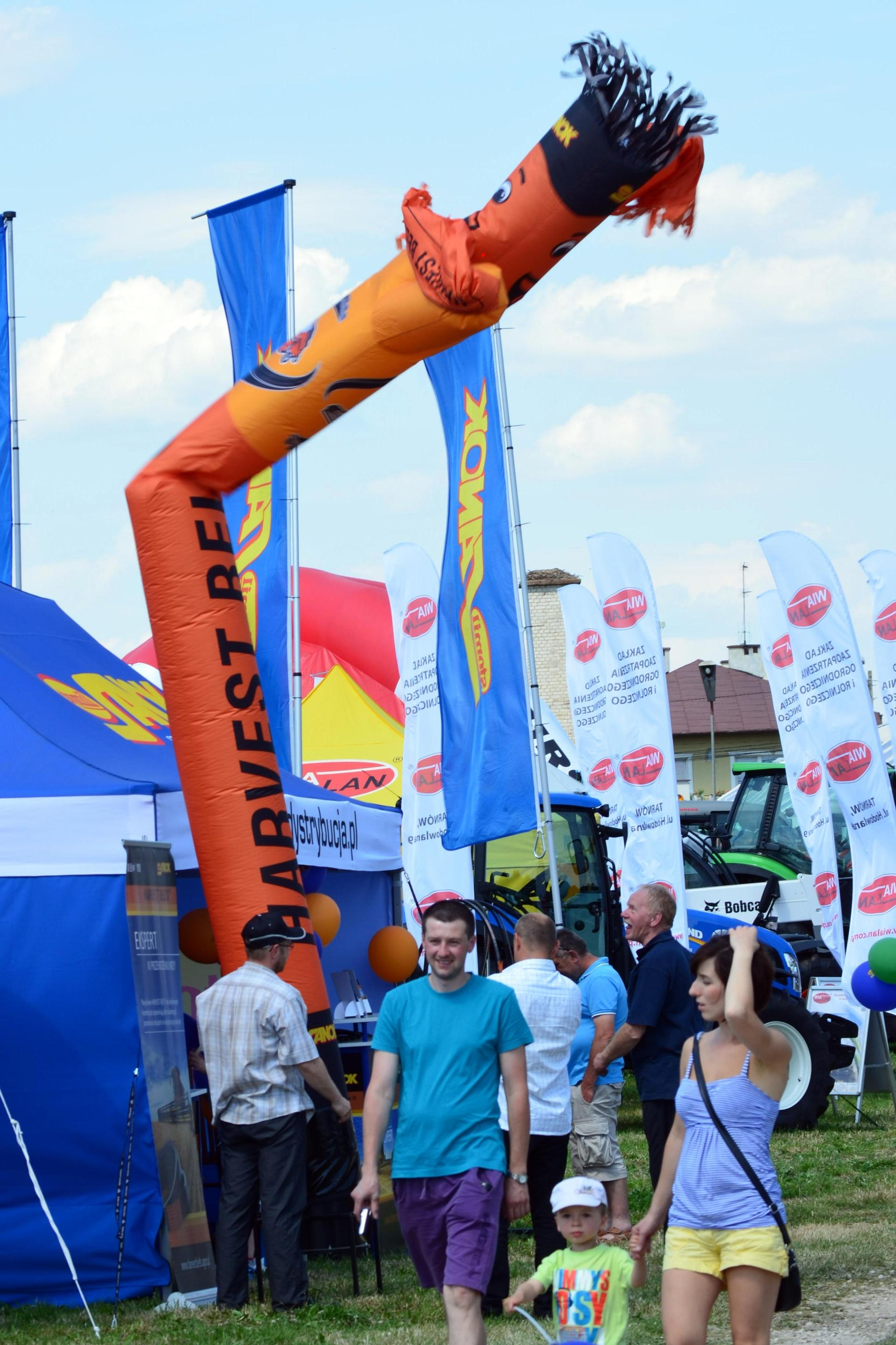
Stoisko Stomil Sanok Dystrybucja na targach w Boguchwale